# Francisco Providente
Francisco Eugenio Providente, conosciuto in Italia come Francesco Provvidente (Buenos Aires, 1º febbraio 1914 – ...), è stato un calciatore argentino, di ruolo attaccante.

## Caratteristiche tecniche
Era un giocatore lento specializzato nel colpo di testa.

## Carriera
Vinse un campionato in Argentina nel 1935 ed un campionato carioca nel 1939, mentre in Italia faticò ad adattarsi al diverso tipo di gioco.